# Campeonato Acreano 2011
In 2011 werd het 82ste Campeonato Acreano gespeeld voor clubs uit de Braziliaanse staat Acre. De competitie werd georganiseerd door de Federação de Futebol do Estado do Acre en werd gespeeld van 12 maart tot 3 juli. Rio Branco werd kampioen.

## Eerste fase
| Plaats | Club              | Wed. | W  | G | V  | Saldo | Ptn. |
| ------ | ----------------- | ---- | -- | - | -- | ----- | ---- |
| 1.     | Atlético          | 14   | 11 | 0 | 3  | 35:14 | 33   |
| 2.     | Juventus          | 14   | 10 | 3 | 1  | 37:14 | 33   |
| 3.     | Rio Branco        | 14   | 9  | 1 | 4  | 33:19 | 28   |
| 4.     | Plácido de Castro | 14   | 6  | 1 | 7  | 23:15 | 19   |
| 5.     | Náuas             | 14   | 4  | 4 | 6  | 18:26 | 16   |
| 6.     | ADESG             | 14   | 4  | 3 | 7  | 16:31 | 15   |
| 7.     | Alto Acre         | 14   | 3  | 3 | 8  | 13:25 | 12   |
| 8.     | Independência     | 14   | 1  | 1 | 12 | 13:44 | 4    |

|  | Geplaatst voor tweede fase |
|  | Degradatie                 |

## Tweede fase
|  | Halve finale      | Halve finale      | Halve finale |   |            | Finale | Finale | Finale |
|  |                   |                   |              |   |            |        |        |        |
|  | Rio Branco        | 4                 | 3            |   |            |        |        |        |
|  | Juventus          | 2                 | 0            |   |            |        |        |        |
|  | Juventus          | 2                 | 0            |   | Rio Branco | 1      | 1      |        |
|  |                   |                   |              |   | Rio Branco | 1      | 1      |        |
|  |                   | Plácido de Castro | 1            | 0 |            |        |        |        |
|  | Plácido de Castro | Plácido de Castro | 1            | 0 | 4          | 0      |        |        |
|  | Plácido de Castro |                   |              |   | 4          | 0      |        |        |
|  | Atlético          | 3                 | 0            |   |            |        |        |        |

Details finale
|              |                     |       |                  |                               |
| 28 juni Heen | Plácido de Castro   | 1 – 1 | Rio Branco       | Arena da Floresta, Rio Branco |
| 28 juni Heen | Renan Carioca 90+2' |       | 64' Paulo Krauss | Arena da Floresta, Rio Branco |

|              |                   |       |                   |                               |
| 3 juli Terug | Rio Branco        | 1 – 0 | Plácido de Castro | Arena da Floresta, Rio Branco |
| 3 juli Terug | Juliano César 35' |       |                   | Arena da Floresta, Rio Branco |

### Kampioen
| Campeonato Acreano de 2011      |
| Acre                            |
| ------------------------------- |
| RIO BRANCO Kampioen (42° titel) |